# Lamprotatus acer
Lamprotatus acer är en stekelart som beskrevs av Huang 1991. Lamprotatus acer ingår i släktet Lamprotatus och familjen puppglanssteklar. Inga underarter finns listade i Catalogue of Life.